# Антимонопольний комітет України
Антимонопо́льний коміте́т Украї́ни (АМКУ) — центральний орган виконавчої влади зі спеціальним статусом, що має забезпечувати державний захист конкуренції у підприємницькій діяльності та у сфері державних закупівель.

## Історія
У лютому 1992 року Верховна Рада України ухвалила перший антимонопольний закон України «Про обмеження монополізму та недопущення недобросовісної конкуренції у підприємницькій діяльності» (№ 2132-XII).
18 лютого Верховна Рада ухвалила Постанову № 2133-XII про введення в дію Закону №2132-XII з 15 березня 1992 року та необхідність формування Антимонопольного комітету України у I кварталі 1992 року.
У жовтні того ж року призначено першого голову АМКУ – Олександра Заваду. З 02 по 23 грудня того ж року сформовано склад Комітету та розпочато повноцінну діяльність, зокрема контроль за рішеннями уряду на предмет монопольних ризиків.
26 листопада 1993 року Верховна Рада ухвалила Закон України «Про Антимонопольний комітет України» (№3659-XII), який визначив статус, завдання та структуру Комітету.
У грудні того ж року сформовано перший колегіальний склад з 10 державних уповноважених. 21 грудня схвалено Державну програму демонополізації економіки та розвитку конкуренції на 1993–1995 роки.
19 квітня 1994 року Розпорядженням АМКУ № 5 затверджено Порядок розгляду заяв і справ про порушення антимонопольного законодавства.
07 червня 1996 року Верховна Рада ухвалила Закон України «Про захист від недобросовісної конкуренції» (№236/96-ВР).
13 липня 2000 року Верховна Рада внесла зміни до Закону «Про Антимонопольний комітет України» (№1907-III), зокрема щодо утворення територіальних відділень.
11 січня 2001 року Верховна Рада України ухвалила Закон України «Про захист економічної конкуренції» (№210-III).
03 березня 2002 року втратив чинність Закон № 2132-XII у зв’язку з набранням чинності Законом №2210-III.
15 грудня 2005 року Верховна Рада ухвалила доповнення до Закону «Про Антимонопольний комітет України» щодо повноважень у сфері публічних закупівель (Закон №3205-IV, ст. 7, п. 17-1). 01 грудня 2006 року розширено завдання і повноваження АМКУ у сфері публічних закупівель (Закон №424-V, зміни до ст. 1, 3, 7).
25 червня 2012 року Розпорядженням АМКУ №399-р затверджено «Про встановлення порядку звільнення від відповідальності» (Програма Leniency)
01 січня 2024 року набув чинності Закон України №3295-IX (проєкт закону №5431) «Про внесення змін до деяких законодавчих актів України щодо вдосконалення діяльності Антимонопольного комітету України» – перший етап реформи.
12 грудня того ж року вперше застосовано оновлену процедуру leniency: компанію повністю звільнено від відповідальності за змову на торгах після явки з повинною.

## Завдання

### Контроль за дотриманням законодавства про захист економічної конкуренції
- розгляд заяви і справи про порушення законодавства про захист економічної конкуренції;
- провадження розслідувань;
- ухвалення розпоряджень і рішень;
- провадження перевірок;
- перевірка та перегляд рішень у справах;
- надавання висновків щодо кваліфікації дій;
- призначення експертиз;
- провадження досліджень ринку, визначення меж товарного ринку;
- надавання обов'язкових для розгляду рекомендацій;
- інші повноваження, передбачені Законом "Про здійснення державних закупівель".

### Контроль за узгодженими діями, концентрацією
- розглядати заяви і справи про надання дозволу тощо;
- приймати розпорядження та рішення за заявами і справами, надавати висновки, попередні висновки стосовно узгоджених дій, концентрації тощо;
- дозволяти або забороняти узгоджені дії, концентрацію;
- визначати наявність або відсутність контролю між суб'єктами господарювання або їх частинами та склад групи суб'єктів господарювання, що є єдиним суб'єктом господарювання;
- здійснювати інші повноваження,

### Формування та реалізація конкурентної політики, сприяння розвитку конкуренції
- вимагати від суб'єктів господарювання, об'єднань, органів влади, органів місцевого самоврядування, органів адміністративно-господарського управління та контролю, їх посадових осіб інформацію, у тому числі з обмеженим доступом, необхідну для дослідження ринків, а також інформацію про реалізацію конкурентної політики;
- узагальнювати та аналізувати інформацію про реалізацію актів законодавства про захист економічної конкуренції щодо пріоритетів і напрямів конкурентної політики;
- брати участь у розробленні та вносити Президенту України та Кабінету Міністрів України пропозиції щодо законів та інших нормативно-правових актів, які регулюють питання розвитку конкуренції, конкурентної політики та демонополізації економіки, погоджувати проєкти нормативно-правових актів, що можуть вплинути на конкуренцію

### Сфера регулювання
- монопольне (домінуюче) становище;
- колективна монополія;
- зловживання монопольним (домінуючим) становищем;
- узгоджені дії та концентрації суб'єктів господарювання;
- дії органів державної влади у сфері економічної конкуренції;
- недобросовісна конкуренція.

### Взаємодія з АМКУ
- участь у розробленні та реалізації конкурентної політики;
- участь у розробленні регіональних програм економічного розвитку;
- взаємодія у питаннях розвитку конкуренції та демонополізації економіки;
- обов'язок погоджувати з органами Комітету проєкти нормативно-правових актів, які можуть вплинути на конкуренцію.

## Правова основа діяльності
АМКУ здійснює свою діяльність відповідно до: Конституції України та Законів України:
- «Про Антимонопольний комітет України»;
- «Про захист економічної конкуренції»;
- «Про захист від недобросовісної конкуренції»;
- «Про публічні закупівлі»
- «Про державну допомогу суб'єктам господарювання».

Якщо міжнародним договором, згода на обов'язковість якого надана Верховною Радою України, встановлено інші правила, ніж ті, що їх містить законодавство України, то застосовуються правила міжнародного договору.

### Ключові справи/напрями діяльності
Законодавче регулювання
1. Закон України «Про захист економічної конкуренції»
2. Закон України «Про публічні закупівлі»

Повноваження
- як органу, який здійснює контроль за дотриманням законодавства про захист економічної конкуренції, відповідно до Закону «Про захист економічної конкуренції»:
  - розгляд справ, заяв та проведення перевірок щодо змови між учасниками державних закупівель
- як органу оскарження у сфері державних закупівель, відповідно до Закону «Про публічні закупівлі»:
  - розгляд скарг, поданих суб'єктом оскарження з приводу рішення, дії чи бездіяльності замовника, генерального замовника, що суперечать законодавству у сфері державних закупівель, і внаслідок яких порушено право чи законні інтереси такої особи

Найбільш типові порушення у сфері державних закупівель:
- перша категорія порушень — складання замовниками документації конкурсних торгів з порушенням основних принципів державних закупівель, зокрема:
  - встановлення непрозорих та нечітких технічних і кваліфікаційних вимог документації конкурсних торгів;
  - штучне розширення предмета закупівлі (невиправдане об'єднання товару/послуг в один лот/предмет закупівлі;
  - нечітке, загальне визначення предмета закупівлі);
  - штучне звуження предмета закупівлі (зайва деталізація предмета закупівлі);
  - вимагання документів, які не можуть бути надані без порушень чинного законодавства, або можуть бути подані лише обмеженим колом осіб (зокрема, довідки від органів, які не уповноважені видавати такі довідки; копії технічних умов, завірених оригіналом печатки власника цих технічних умов).
- друга категорія порушень — процедурні порушення з боку Замовника, зокрема:
  - порушення порядку оприлюднення інформації про закупівлю;
  - неправомірне відхилення пропозицій конкурсних торгів учасників процедури закупівлі;
  - допущення до оцінки пропозицій конкурсних торгів учасників процедури закупівлі, які не відповідають вимогам документації конкурсних торгів;
  - неправомірне визначення переможця процедури закупівлі;
  - укладення договорів про закупівлю з порушенням строків, визначених Законом України «Про здійснення державних закупівель» (в тому числі, під час процедури оскарження).

Найбільш типові порушення у сфері захисту економічної конкуренції:
- антиконкурентні узгоджені дії учасників торгів, які стосуються спотворення результатів торгів

### Процедура
- у сфері захисту економічної конкуренції:
  - за наявності ознак порушення у вигляді змови учасників під час проведення процедури закупівлі проведення перевірок учасників;
  - за наявності достатніх підстав порушення справи стосовно учасників змови;
  - проведення розслідування у справі та прийняття рішення про визнання вчинення порушення та накладення штрафу;
- у сфері державних закупівель:
  - надходження скарги на дії чи бездіяльність замовника;
  - прийняття скарги до розгляду;
  - розгляд скарги та прийняття рішення про відмову в її задоволенні або про задоволення скарги повністю чи частково та зобов'язання усунення замовником, генеральним замовником порушення

Як орган оскарження:
1. активна участь у розробці законопроєктів, направлених на удосконалення здійснення державних закупівель, у тому числі, направлених на запровадження електронних торгів;
2. удосконалення практики розгляду скарг з урахуванням чинних змін в законодавстві у сфері державних закупівель (у тому числі, шляхом запровадження у зміненому законі пропозицій, запропонованих АМКУ, стосовно максимального обмеження подачі скарг неналежними або недобросовісними скаржниками: шляхом обмеження можливості оскарження початкової документації після внесення змін, обмеження строку оскарження умов документації, необхідності обґрунтування у скарзі наявності порушених прав скаржника).

### Виконання повноважень Уповноваженого органу з питань державної допомоги
З 03 серпня 2014:
- нормативне забезпечення здійснення контролю та моніторингу державної допомоги

З 02 серпня 2017:
- отримання та розгляд повідомлень про нову державну допомогу;
- визначення належності до державної допомоги заходів з підтримки суб'єктів господарювання, оцінювання допустимості державної допомоги для конкуренції;
- збирання інформації про заходи з підтримки суб'єктів господарювання;
- надання обов'язкових для розгляду рекомендацій про внесення змін до умов надання державної допомоги, а також роз'яснень з питань державної допомоги;
- прийняття рішень про тимчасове або повне припинення надання незаконної державної допомоги та її повернення;
- формування тестового реєстру чинної державної допомоги, що існувала до 02.08.2017 й оцінена Комітетом.

## Голови
- Олександр Завада (1992—2001)
- Олексій Костусєв (2001—2008, 2010)
- Олександр Мельниченко, в. о. Голови (2008—2010)
- Василь Цушко (2010—2014)
- Микола Бараш, в. о. Голови (2014—2015)[10]
- Юрій Терентьєв (з 19 травня 2015 року по 3 липня 2020 року)[11][12]
- Ольга Піщанська (з 16 липня 2020 року по 5 вересня 2023)[13]
- Павло Кириленко (з 6 вересня 2023[14])

## Структурні підрозділи (2023)
Структура АМКУ на 2023:
- Керівництво
- Апарат Комітету
  - Керівник апарату Комітету
  - Відділи
    - комунікацій

  - Департаменти
    - документообігу та організаційної роботи
    - досліджень і розслідувань ринків паливно-енергетичного комплексу та житлово-комунального господарства
    - досліджень і розслідувань ринків виробничої сфери
    - досліджень і розслідувань ринків невиробничої сфери
    - з питань оскаржень рішень у сфері публічних закупівель
    - моніторингу і контролю державної допомоги
    - юридичний

  - Управління
    - персоналу
    - економічного аналізу
    - Управління європейської інтеграції, міжнародного співробітництва та комунікацій
    - інформаційних технологій
    - конкурентної політики
    - розслідувань окремих видів антиконкурентних узгоджених дій
    - розслідувань недобросовісної конкуренції
    - фінансового планування, бухгалтерського обліку та звітності

  - Головні експерти
    - з режимно-секретної роботи
    - з питань внутрішнього аудиту
    - з питань запобігання та виявлення корупції

### Міжобласні територіальні відділення, утворені завдякиреалізації структурної реформи
1. Північне відділення: Київська, Житомирська, Чернігівська, Черкаська області
2. Західне відділення: Львівська, Рівненська, Волинська, Івано-Франківська, Закарпатська області
3. Південне відділення: Одеська, Херсонська, Миколаївська області
4. Південно-західне відділення: Хмельницька, Вінницька, Тернопільська, Чернівецька області
5. Південно-східне відділення: Дніпропетровська, Запорізька, Кіровоградська області
6. Східне відділення: Харківська, Сумська, Полтавська, Донецька, Луганська області

### Територіальні відділення, що існували до реформи 2019-2020 рр.
| Відділення до реалізації структурної реформи 2019—2020 р. | Дата створення  | Адреса                                                                                |
| Відділення в Автономній Республіці Крим                   | 21 липня 1995   | тимчасово не функціонує у зв'язку із окупацією Криму                                  |
| Вінницьке обласне                                         | 08 червня 1994  | Хмельницьке шосе, буд. 7, м. Вінниця, 21100                                           |
| Волинське обласне                                         | 18 травня 1994  | вул. Винниченка, буд. 67, м. Луцьк, 43005                                             |
| Дніпропетровське обласне                                  | 21 червня 1994  | просп. Олександра Поля, буд. 2, м. Дніпро, 49004                                      |
| Донецьке обласне                                          | 13 квітня 1994  | просп. Миру, буд. 8/15, м. Краматорськ, Донецька обл., 84313 (з 2014 року)            |
| Житомирське обласне                                       | 20 травня 1994  | Майдан С. П. Корольова, буд. 12, м. Житомир, 10014                                    |
| Закарпатське обласне                                      | 18 травня 1994  | вул. Загорська, буд. 2, м. Ужгород, 88017                                             |
| Запорізьке обласне                                        | 09 квітня 1994  | Соборний просп., буд. 164, м. Запоріжжя, 69107                                        |
| Івано-Франківське обласне                                 | 18 травня 1994  | вул. Незалежності, буд. 6, м. Івано-Франківськ, 76018                                 |
| Київське обласне                                          | 12 травня 1994  | вул. Митрополита Василя Липківського, буд. 45, м. Київ, 03035                         |
| Кіровоградське обласне                                    | 18 травня 1994  | пл. Героїв Майдану, буд. 1, м. Кропивницький, 25022                                   |
| Луганське обласне                                         | 10 серпня 1994  | Центральний просп., буд. 12, м. Сєвєродонецьк. Луганська обл., 93404                  |
| Львівське обласне                                         | 04 квітня 1994  | вул. Івана Франка, буд. 61, м. Львів, 79005                                           |
| Миколаївське обласне                                      | 04 травня 1994  | вул. Адміральська, буд. 27/1, м. Миколаїв, 54001                                      |
| Одеське обласне                                           | 31.05.1994      | вул. Канатна, буд. 83, буд. м. Одеса, 65107                                           |
| Полтавське обласне                                        | 18 квітня 1994  | вул. Капітана Володимира Кісельова, буд. 1, м. Полтава, 36000                         |
| Рівненське обласне                                        | 04 квітня 1994  | вул. Остафова, буд. 27, м. Рівне, 33028                                               |
| Сумське обласне                                           | 04 квітня 1994  | вул. Харківська, буд. 30/1, м. Суми, 40035                                            |
| Тернопільське обласне                                     | 22 квітня 1994  | вул. Лисенка, буд. 20-А, м. Тернопіль, 46002                                          |
| Харківське обласне                                        | 08.04.1994      | пл. Свободи, буд. 5 (Держпром), 6-й під'їзд, 1-й поверх, кімната 35, м. Харків, 61022 |
| Херсонське обласне                                        | 07.05.1994      | просп. Ушакова, буд. 47, м. Херсон, 73000                                             |
| Хмельницьке обласне                                       | 23.01.1995      | Вул. Героїв Майдану, буд. 54, м. Хмельницький, 29000                                  |
| Черкаське обласне                                         | 04 квітня 1994  | вул. Смілянська, буд. 23, м. Черкаси, 18002                                           |
| Чернівецьке обласне                                       | 13 травня 1994  | вул. Маяковського, буд. 33, м. Чернівці, 58003                                        |
| Чернігівське обласне                                      | 06 квітня 1994  | проп. Миру, буд. 49-А, м. Чернігів, 14005                                             |
| Київське міське                                           | 12 вересня 1994 | у 2015 році реорганізоване шляхом приєднання до Київського обласного                  |
| Севастопольське міське                                    | 02 січня 1995   | Тимчасово не функціонує у зв'язку із окупацією Криму                                  |